# 饱竹子
饱竹子（学名：Bashania qingchengshanensis），为禾本科巴山木竹属下的一个种。

## 扩展阅读
- 維基物種上的相關：饱竹子